# Saint-Mézard
Saint-Mézard (Sent Mesard (Canton de Leitora) en gascon) est une commune française située dans le nord du département du Gers en région Occitanie. Sur le plan historique et culturel, la commune est dans la Lomagne, une ancienne circonscription de la province de Gascogne ayant titre de vicomté, surnommée « Toscane française ».
Exposée à un climat océanique altéré, elle est drainée par le Gers, le ruisseau de Cazaux, le ruisseau de Maurens et par divers autres petits cours d'eau.
Saint-Mézard est une commune rurale qui compte 247 habitants en 2022, après avoir connu un pic de population de 632 habitants en 1846.  Ses habitants sont appelés les Saint-Mézardais ou  Saint-Mézardaises.

## Géographie

### Localisation
Saint-Mézard est une commune du canton de Lectoure au nord du département du Gers, située à 16 km de Lectoure, 21 km de Condom, 120 km de Toulouse et 25 km d'Agen. C'est une commune limitrophe du département de Lot-et-Garonne.

### Communes limitrophes
Les communes limitrophes sont  Berrac, Castéra-Lectourois, Lamontjoie, Pergain-Taillac, Pouy-Roquelaure, Saint-Martin-de-Goyne et Sempesserre.
| Lamontjoie (Lot-et-Garonne) | Pergain-Taillac       |                    |
| Pouy-Roquelaure             | Saint-Mézard          | Sempesserre        |
| Berrac                      | Saint-Martin-de-Goyne | Castéra-Lectourois |

### Géologie et relief
Saint-Mézard se situe en zone de sismicité 1 (sismicité très faible).

### Hydrographie

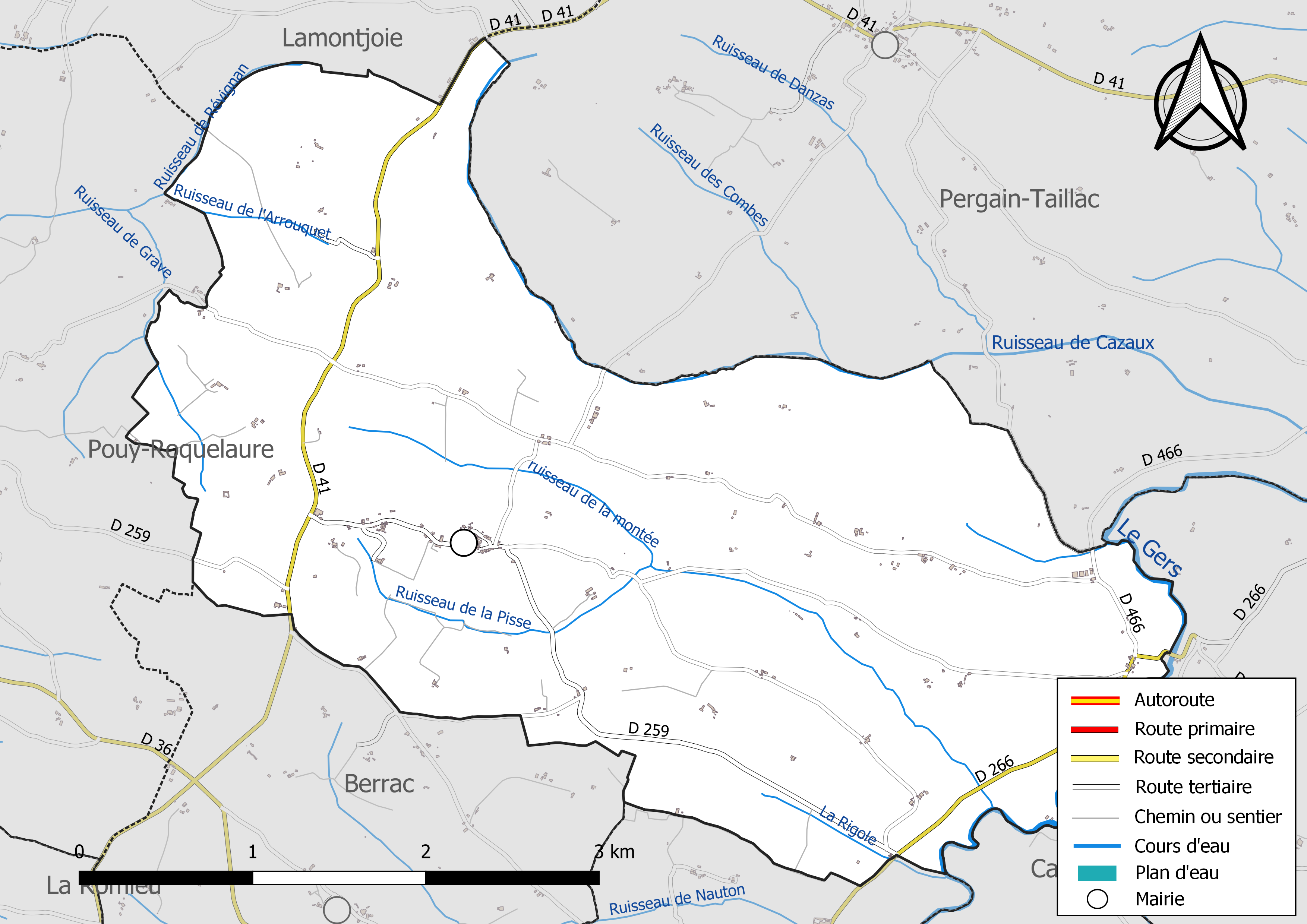
Réseaux hydrographique et routier de Saint-Mézard.

La commune est dans le bassin de la Garonne, au sein du bassin hydrographique Adour-Garonne. Elle est drainée par le Gers, le ruisseau de Cazaux, le ruisseau de Maurens, la Rigole, le ruisseau de Grave, le ruisseau de la montée, le ruisseau de la Pisse, le ruisseau de l'Arrouquet, le ruisseau de Révignan, le ruisseau des Combes et par un petit cours d'eau, qui constituent un réseau hydrographique de 15 km de longueur totale,.
Le Gers, d'une longueur totale de 175,4 km, prend sa source dans la commune de Lannemezan et s'écoule vers le nord. Il traverse la commune et se jette dans la Garonne à Layrac, après avoir traversé 47 communes.

### Climat
Pour des articles plus généraux, voir Climat de l'Occitanie et Climat du Gers.
En 2010, le climat de la commune est de type climat du Bassin du Sud-Ouest, selon une étude s'appuyant sur une série de données couvrant la période 1971-2000. En 2020, Météo-France publie une typologie des climats de la France métropolitaine dans laquelle la commune est exposée à un climat océanique altéré et est dans la région climatique Aquitaine, Gascogne, caractérisée par une pluviométrie abondante au printemps, modérée en automne, un faible ensoleillement au printemps, un été chaud (19,5 °C), des vents faibles, des brouillards fréquents en automne et en hiver et des orages fréquents en été (15 à 20 jours).
Pour la période 1971-2000, la température annuelle moyenne est de 13,2 °C, avec une amplitude thermique annuelle de 16 °C. Le cumul annuel moyen de précipitations est de 729 mm, avec 10,6 jours de précipitations en janvier et 6,2 jours en juillet. Pour la période 1991-2020, la température moyenne annuelle observée sur la station météorologique la plus proche, située sur la commune de Laplume à 9 km à vol d'oiseau, est de 14,2 °C et le cumul annuel moyen de précipitations est de 767,2 mm,. Pour l'avenir, les paramètres climatiques de la commune estimés pour 2050 selon différents scénarios d'émission de gaz à effet de serre sont consultables sur un site dédié publié par Météo-France en novembre 2022.

### Milieux naturels et biodiversité
Aucun espace naturel présentant un intérêt patrimonial n'est recensé sur la commune dans l'inventaire national du patrimoine naturel,,.

## Urbanisme

### Typologie
Au 1er janvier 2024, Saint-Mézard est catégorisée commune rurale à habitat très dispersé, selon la nouvelle grille communale de densité à sept niveaux définie par l'Insee en 2022.
Elle est située hors unité urbaine et hors attraction des villes,.

### Occupation des sols
L'occupation des sols de la commune, telle qu'elle ressort de la base de données européenne d’occupation biophysique des sols Corine Land Cover (CLC), est marquée par l'importance des territoires agricoles (99,1 % en 2018), une proportion identique à celle de 1990 (99,1 %). La répartition détaillée en 2018 est la suivante : 
terres arables (77,1 %), zones agricoles hétérogènes (22 %), forêts (0,9 %). L'évolution de l’occupation des sols de la commune et de ses infrastructures peut être observée sur les différentes représentations cartographiques du territoire : la carte de Cassini (XVIIIe siècle), la carte d'état-major (1820-1866) et les cartes ou photos aériennes de l'IGN pour la période actuelle (1950 à aujourd'hui).

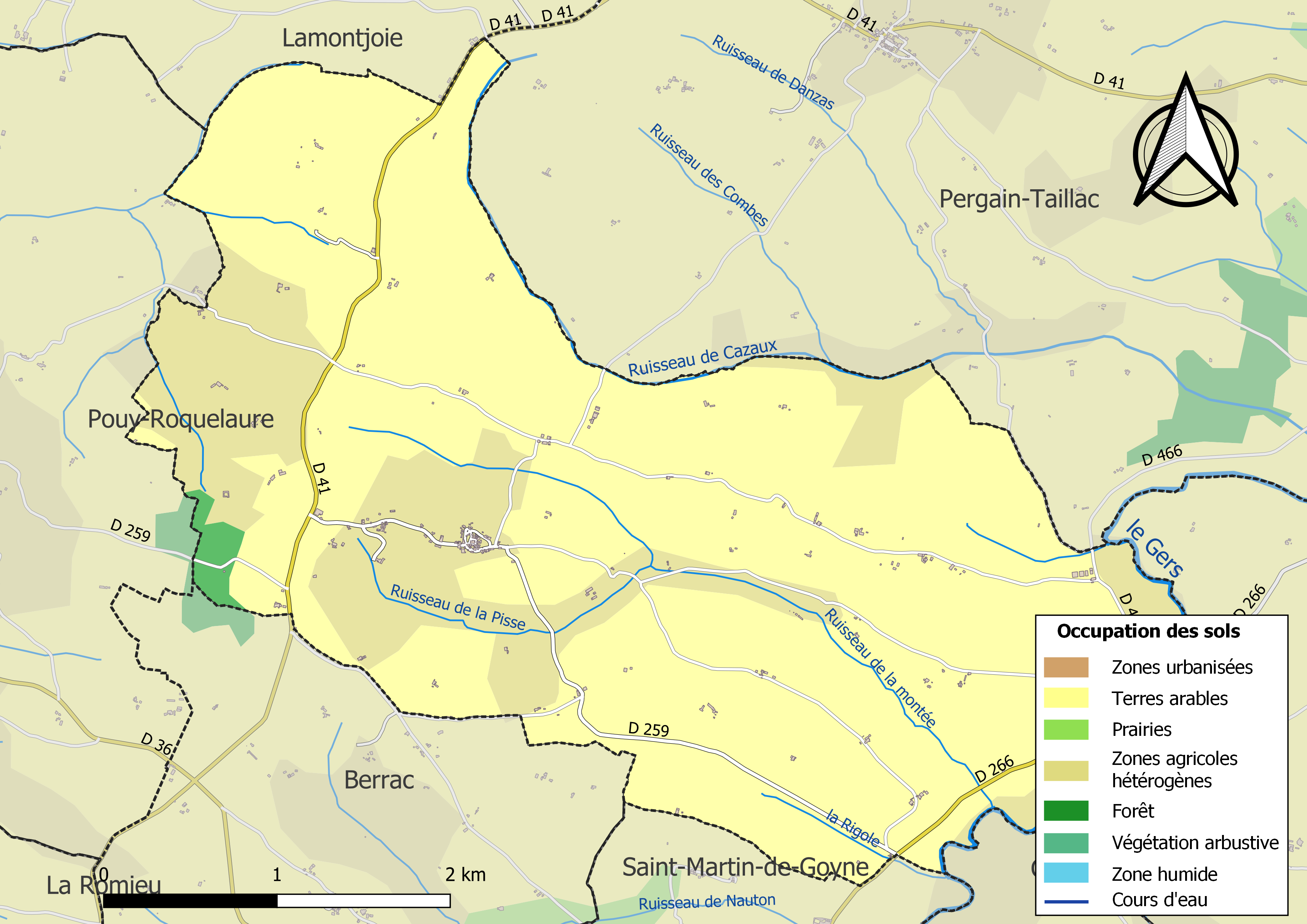
Carte des infrastructures et de l'occupation des sols de la commune en 2018 (CLC).

### Risques majeurs
Le territoire de la commune de Saint-Mézard est vulnérable à différents aléas naturels : météorologiques (tempête, orage, neige, grand froid, canicule ou sécheresse), inondations et séisme (sismicité très faible). Un site publié par le BRGM permet d'évaluer simplement et rapidement les risques d'un bien localisé soit par son adresse soit par le numéro de sa parcelle.
Certaines parties du territoire communal sont susceptibles d’être affectées par le risque d’inondation par débordement de cours d'eau, notamment le Gers. La cartographie des zones inondables en ex-Midi-Pyrénées réalisée dans le cadre du XIe Contrat de plan État-région, visant à informer les citoyens et les décideurs sur le risque d’inondation, est accessible sur le site de la DREAL Occitanie. La commune a été reconnue en état de catastrophe naturelle au titre des dommages causés par les inondations et coulées de boue survenues en 1999 et 2009,.

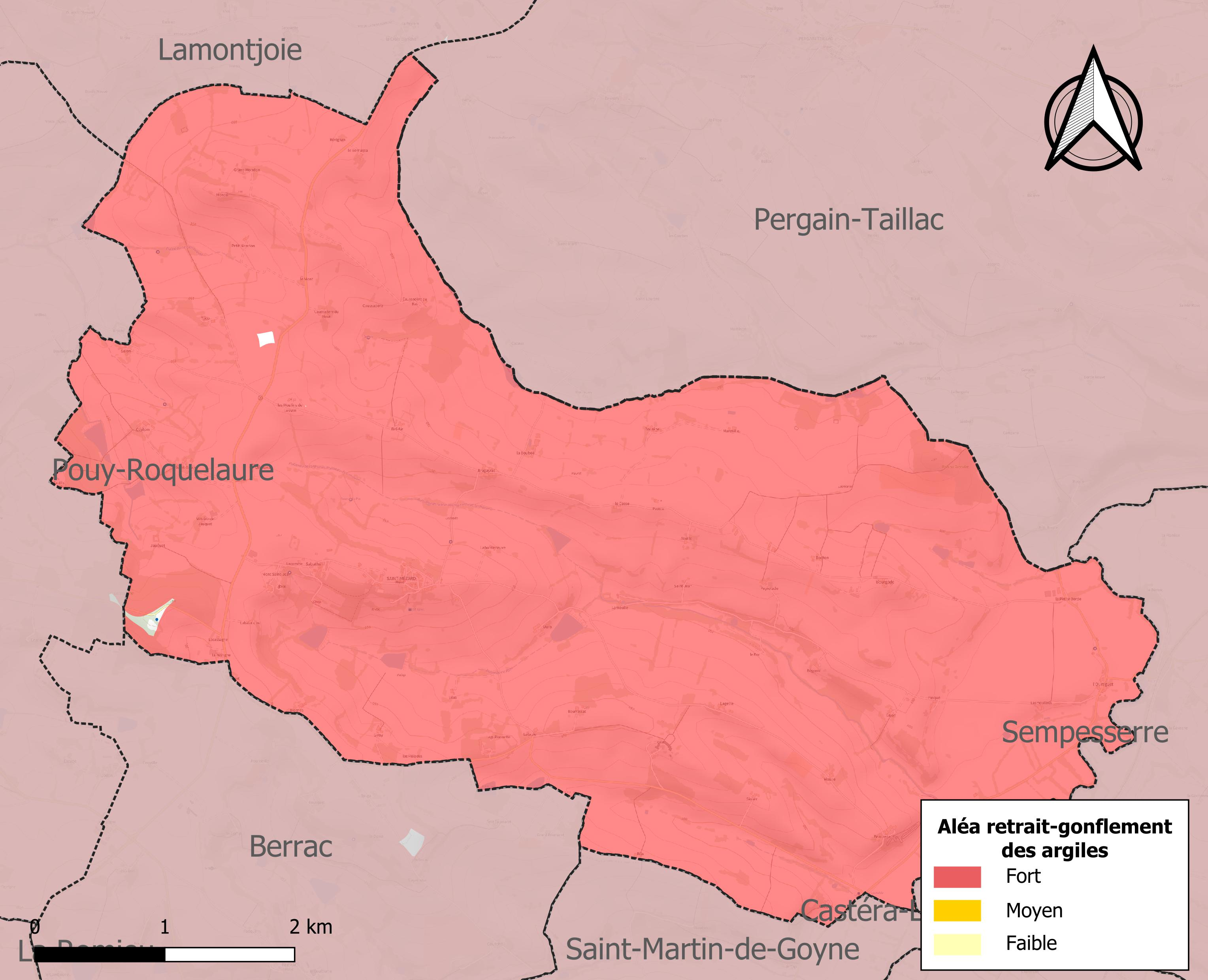
Carte des zones d'aléa retrait-gonflement des sols argileux de Saint-Mézard.

Le retrait-gonflement des sols argileux est susceptible d'engendrer des dommages importants aux bâtiments en cas d’alternance de périodes de sécheresse et de pluie. 99,9 % de la superficie communale est en aléa moyen ou fort (94,5 % au niveau départemental et 48,5 % au niveau national). Sur les 141 bâtiments dénombrés sur la commune en 2019, 141 sont en aléa moyen ou fort, soit 100 %, à comparer aux 93 % au niveau départemental et 54 % au niveau national. Une cartographie de l'exposition du territoire national au retrait gonflement des sols argileux est disponible sur le site du BRGM,.
Par ailleurs, afin de mieux appréhender le risque d’affaissement de terrain, l'inventaire national des cavités souterraines permet de localiser celles situées sur la commune.
Concernant les mouvements de terrains, la commune a été reconnue en état de catastrophe naturelle au titre des dommages causés par la sécheresse en 2002, 2003, 2011 et 2017 et par des mouvements de terrain en 1999.

## Histoire
Le 20 février 1562, la répression des protestants reprend à Saint-Mézard : le gouverneur de Guyenne, le maréchal de Monluc, exécute quelques paysans.

## Politique et administration
| Période                                  | Période  | Identité         | Étiquette | Qualité |
| ---------------------------------------- | -------- | ---------------- | --------- | ------- |
| avant 1995                               | 2001     | Gilbert Blasco   | DVD       |         |
| mars 2001                                | 2020     | Serge Roux       |           |         |
| 2020                                     | En cours | Thierry Manissol |           |         |
| Les données manquantes sont à compléter. |          |                  |           |         |

## Démographie
L'évolution du nombre d'habitants est connue à travers les recensements de la population effectués dans la commune depuis 1793. Pour les communes de moins de 10 000 habitants, une enquête de recensement portant sur toute la population est réalisée tous les cinq ans, les populations de référence des années intermédiaires étant quant à elles estimées par interpolation ou extrapolation. Pour la commune, le premier recensement exhaustif entrant dans le cadre du nouveau dispositif a été réalisé en 2004.

En 2022, la commune comptait 247 habitants, en évolution de +12,27 % par rapport à 2016 (Gers : +1,04 %, France hors Mayotte : +2,11 %).
| 1793 | 1800 | 1806 | 1821 | 1831 | 1841 | 1846 | 1851 | 1856 |
| ---- | ---- | ---- | ---- | ---- | ---- | ---- | ---- | ---- |
| 580  | 627  | 584  | 631  | 617  | 613  | 632  | 609  | 547  |

| 1861 | 1866 | 1872 | 1876 | 1881 | 1886 | 1891 | 1896 | 1901 |
| ---- | ---- | ---- | ---- | ---- | ---- | ---- | ---- | ---- |
| 558  | 558  | 533  | 549  | 509  | 506  | 492  | 464  | 456  |

| 1906 | 1911 | 1921 | 1926 | 1931 | 1936 | 1946 | 1954 | 1962 |
| ---- | ---- | ---- | ---- | ---- | ---- | ---- | ---- | ---- |
| 435  | 447  | 409  | 403  | 376  | 366  | 362  | 344  | 327  |

| 1968 | 1975 | 1982 | 1990 | 1999 | 2004 | 2006 | 2009 | 2014 |
| ---- | ---- | ---- | ---- | ---- | ---- | ---- | ---- | ---- |
| 314  | 251  | 236  | 238  | 202  | 202  | 199  | 213  | 214  |

| 2019 | 2022 | - | - | - | - | - | - | - |
| ---- | ---- | - | - | - | - | - | - | - |
| 234  | 247  | - | - | - | - | - | - | - |

## Économie

### Revenus
En 2018  (données Insee publiées en septembre 2021), la commune compte 91 ménages fiscaux, regroupant 205 personnes. La médiane du revenu disponible par unité de consommation est de 19 340 € (20 820 € dans le département).

### Emploi
|                | 2008  | 2013  | 2018  |
| -------------- | ----- | ----- | ----- |
| Commune        | 5,6 % | 5,7 % | 5,5 % |
| Département    | 6,1 % | 7,5 % | 8,2 % |
| France entière | 8,3 % | 10 %  | 10 %  |

En 2018, la population âgée de 15 à 64 ans s'élève à 124 personnes, parmi lesquelles on compte 79,5 % d'actifs (74 % ayant un emploi et 5,5 % de chômeurs) et 20,5 % d'inactifs,. Depuis 2008, le taux de chômage communal (au sens du recensement) des 15-64 ans est inférieur à celui de la France et du département.
La commune est hors attraction des villes,. Elle compte 44 emplois en 2018, contre 44 en 2013 et 50 en 2008. Le nombre d'actifs ayant un emploi résidant dans la commune est de 98, soit un indicateur de concentration d'emploi de 45 % et un taux d'activité parmi les 15 ans ou plus de 55,5 %.
Sur ces 98 actifs de 15 ans ou plus ayant un emploi, 31 travaillent dans la commune, soit 32 % des habitants. Pour se rendre au travail, 85,9 % des habitants utilisent un véhicule personnel ou de fonction à quatre roues, 5,1 % s'y rendent en deux-roues, à vélo ou à pied et 9,1 % n'ont pas besoin de transport (travail au domicile).

### Activités hors agriculture
16 établissements sont implantés  à Saint-Mézard au 31 décembre 2019.
Le secteur du commerce de gros et de détail, des transports, de l'hébergement et de la restauration est prépondérant sur la commune puisqu'il représente 25 % du nombre total d'établissements de la commune (4 sur les 16 entreprises implantées  à Saint-Mézard), contre 27,7 % au niveau départemental.

### Agriculture
La commune est dans le « Haut-Armagnac », une petite région agricole occupant le centre du département du Gers. En 2020, l'orientation technico-économique de l'agriculture  sur la commune est la culture de céréales et/ou d'oléoprotéagineuses.
|               | 1988  | 2000  | 2010  | 2020  |
| ------------- | ----- | ----- | ----- | ----- |
| Exploitations | 41    | 25    | 20    | 23    |
| SAU (ha)      | 1 369 | 1 292 | 1 228 | 1 549 |

Le nombre d'exploitations agricoles en activité et ayant leur siège dans la commune est passé de 41 lors du recensement agricole de 1988  à 25 en 2000 puis à 20 en 2010 et enfin à 23 en 2020, soit une baisse de 44 % en 32 ans. Le même mouvement est observé à l'échelle du département qui a perdu pendant cette période 51 % de ses exploitations,. La surface agricole utilisée sur la commune a quant à elle augmenté, passant de 1 369 ha en 1988 à 1 549 ha en 2020. Parallèlement la surface agricole utilisée moyenne par exploitation a augmenté, passant de 33 à 67 ha.

## Culture locale et patrimoine

### Lieux et monuments

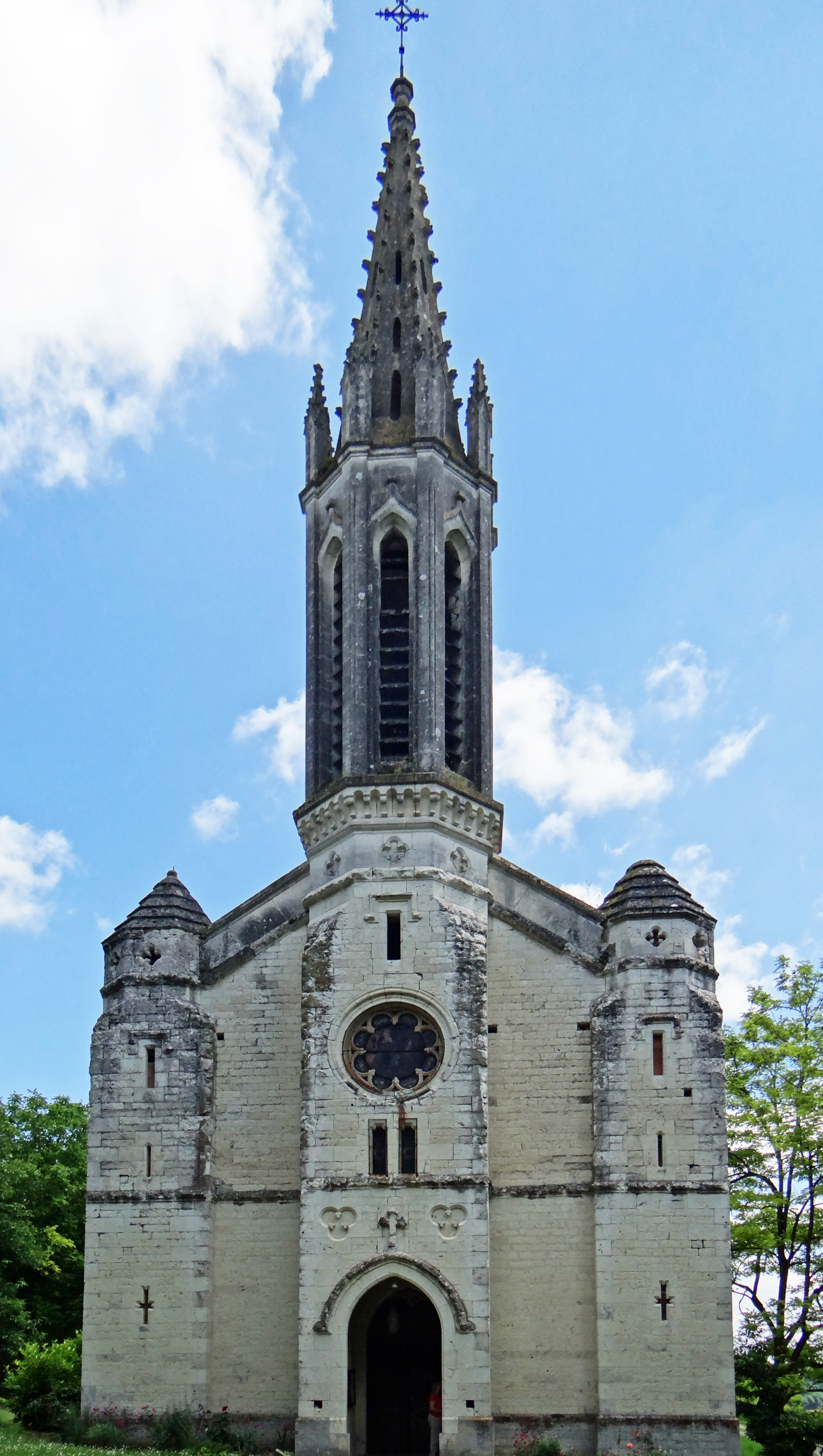
Chapelle Notre-Dame-d'Esclaux

- Église Saint-Côme-et-Saint-Damien. Elle date du 15e siècle comme en témoigne le portail sud richement sculpté. L'église est à nef unique terminée par un chevet à trois pans coupés. Une chapelle est accolée au nord et une sacristie au nord-est. Le clocher-mur occupe un emplacement original, sur le mur sud, au-dessus du portail. Le choeur, la sacristie et la chapelle nord semblent avoir été reconstruits au 19e siècle. L'église est à nef centrale et chœur pentagonal. Elégante porte sud Renaissance, retable en bois sculpté et doré du 17e siècle, cuve baptismale en pierre.
- Chapelle Notre-Dame-d’Esclaux : La chapelle origine (chapelle de campagne dédiée aux pèlerinages) date du 16e siècle. Détruite par les protestants, elle fut reconstruite en 1662 puis à nouveau détruite en 1864. La chapelle actuelle, de type néo-gothique, date de 1869 avec un clocher édifié ultérieurement en 1875 par l'architecte Dubarry. L'ensemble a été restauré en 1969. Une légende raconte qu'un berger vit un jour un bœuf s'agenouillant obstinément près d'un taillis de la plaine d'Esclaux ou des Clos qui appartenait à M. d'Esparbès de Lussan, seigneur de Saint-Mézard. S’étant approché, il découvrit une petite statue de la Vierge. On fit édifier la chapelle de Notre-Dame-d’Esclaux à cet endroit et une source vint à sourdre à proximité. On ne connaît pas la date de l'origine de ce culte. le plus ancien texte sur la chapelle d'Esclaux date du 23 avril 1626 quand, après la ruine due aux guerres de religion, la famille fondatrice décide de la restaurer. Les récits de miracles ont attiré de nombreux pèlerins du diocèse d'Auch. Le pèlerinage a repris après la Révolution française[32].
- Fontaine et Vierge de la Chapelle : L’eau de la fontaine a la réputation de soigner les furoncles appelés aussi “clous”. Elle sourd sous la chapelle par une canalisation souterraine, amène l’eau à l’intérieur d’un bassin en pierre et en ressort par la face avant. En avant du bassin se trouve une colonne sur laquelle est posée une statue de la Vierge dont la couronne repose directement sur une longue chevelure ondulée.
- Les meules de moulins : à côté de la chapelle sont entreposées sept meules percées, en calcaire blanc, qui auraient été déposées là par l'abbé Gauran, provenant peut-être de moulins à huile à manège.
- Le Bois de cyprès de la Chapelle constitue un site inscrit aux Monuments Historiques (arrêté du 24/02/1943). Il abrite également de majestueux cèdres centenaires, un chemin de croix et un calvaire.
- Château de Feuga : Vaste demeure du 18e siècle édifiée sur l'emplacement d'une ancienne construction féodale, reconstruite en 1818, élégamment restaurée en 2004, avec un parc et de superbes jardins. Corps de logis oblong à deux niveaux accolé de deux tours carrées et d'un donjon carré à mâchicoulis et créneaux et tourelles. Propriété privée.
- Pont de l'Ourtiguet sur le Gers. Le pont et ses abords constituent un site inscrit (arrêté du 09/03/1943).